# Утлиберг
Утлиберг (нем. Üetliberg /'ʏətlib̥ɛːrg̥/) — гора в Швейцарии в окрестностях Цюриха, высота 869 метров над уровнем моря. На горе располагается смотровая вышка, откуда открывается вид на город с высоты птичьего полета. На вышке имеется карта с описанием всех видимых в окрестностях гор.
Добраться до Утлиберга можно в течение 20 минут с помощью электрички S10, которая отходит каждые полчаса от центрального цюрихского вокзала (Hauptbahnhof). Также можно подняться на гору пешком, либо со стороны Триемли (конечная остановка 14го и 9го трамваев и 33го троллейбуса) либо со стороны Альбисгютли (конечная остановка 13го и 17го трамваев).

## Галерея

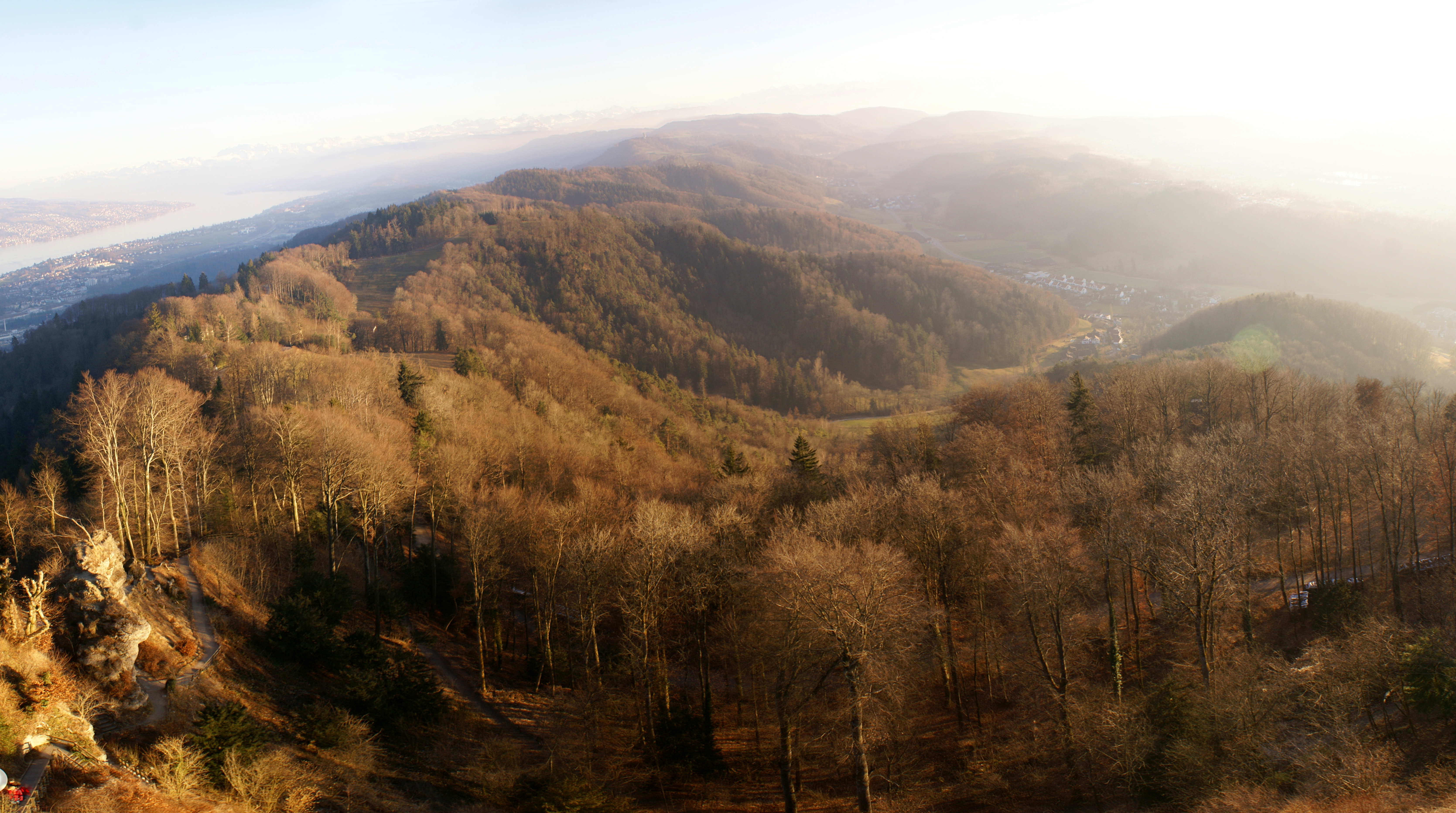
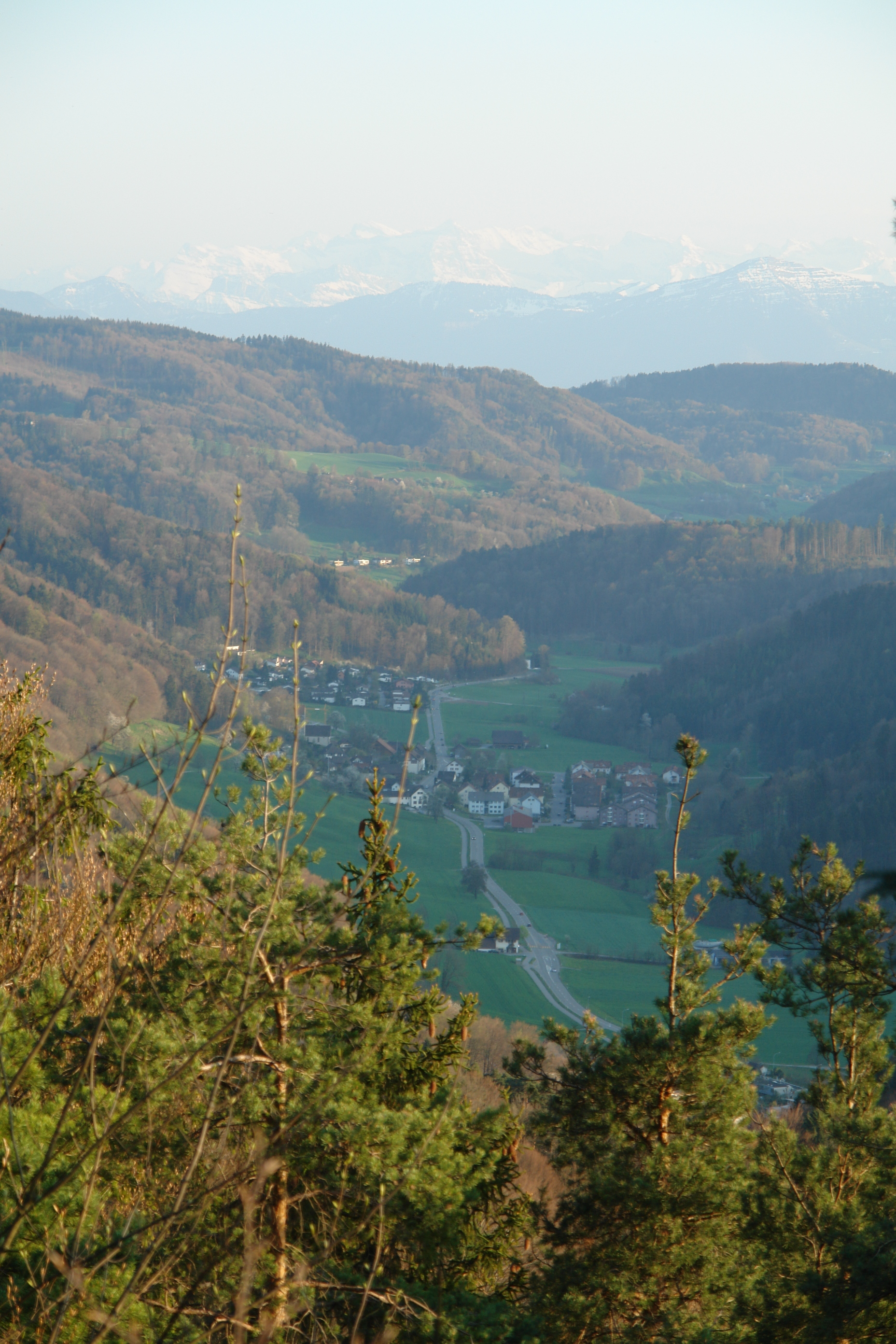
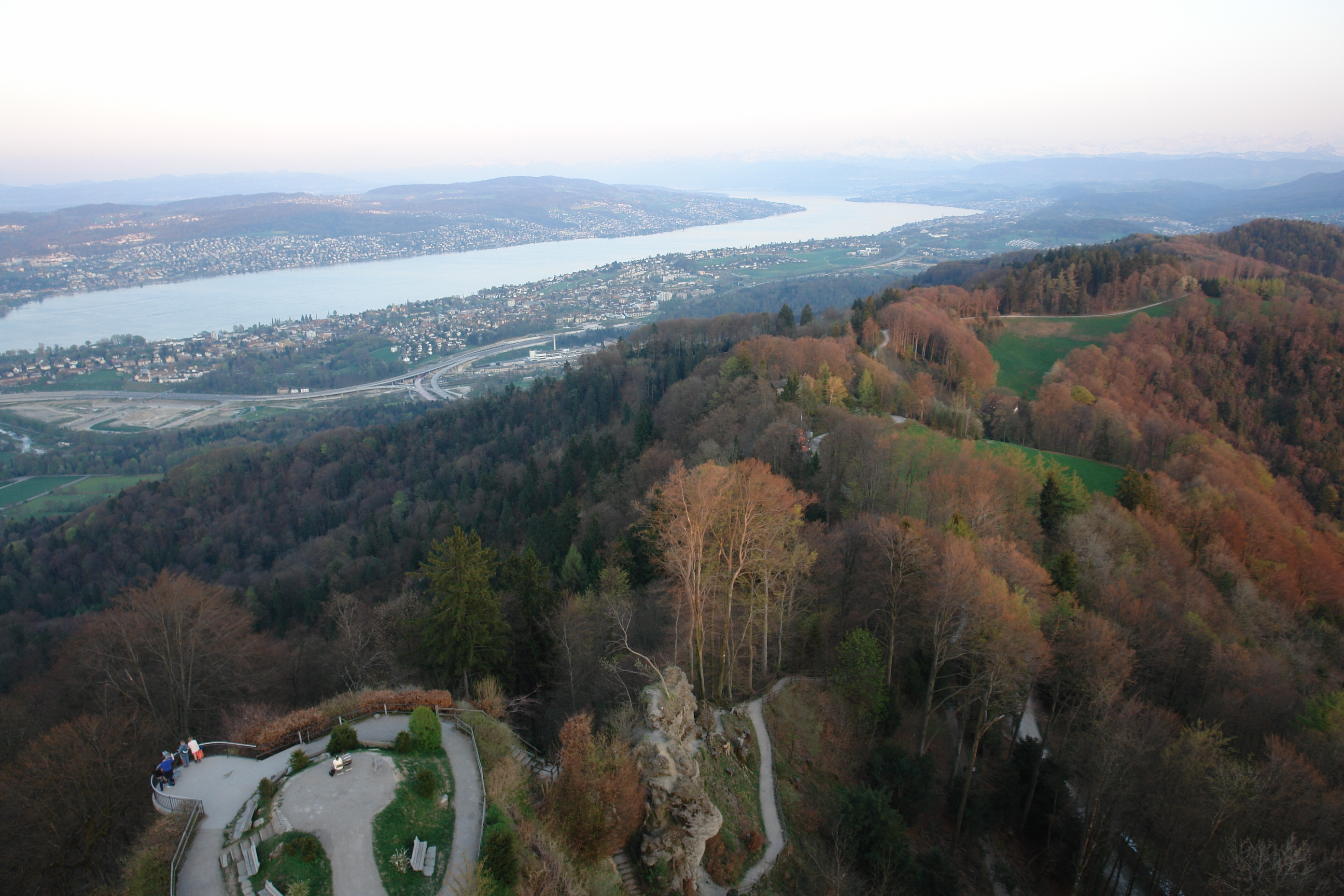